# Bataille de Chaffin's Farm
Guerre de Sécession
Batailles
Campagne de Richmond-Petersburg
- 1re Petersburg
- 2e Petersburg
- Jerusalem Plank Road
- Raid de Wilson–Kautz
- Stauton River Bridge
- Sappony Church
- 1re Ream's Station
- 1re Deep Bottom
- Cratère
- 2e Deep Bottom
- Globe Tavern
- 2e Ream's Station
- Raid de Beefsteak
- Chaffin's Farm
- Peebles' Farm
- Vaughan Road
- Darbytown & New Market Roads
- Darbytown Road
- Fair Oaks & Darbytown Road
- Boydton Plank Road
- Bataille de Trent's Reach
- Hatcher's Run
- Fort Stedman

La bataille de Chaffin's Farm et New Market Heights, aussi connue comme Laurel Hill et les combats aux forts Harrison, Johnson, et Gilmer, ont été livrés , en Virginie, les 29 et 30 septembre 1864, dans le cadre du siège de Petersburg lors de la guerre de Sécession.

## Contexte
Dès le début de la guerre, les ingénieurs confédérés et des travailleurs esclaves construisent des défenses permanentes autour de Richmond. En 1864, ils ont créé un système ancré au sud de la capitale sur la James River à Chaffin's Farm, un grand espace ouvert à Chaffin's Bluff, les deux appelés en fonction de leur propriétaire. Cette ligne extérieure est soutenue par un système intermédiaire et intérieur de fortifications beaucoup plus proches de la capitale. En juillet et en août 1864, ces lignes sont testées par le lieutenant général de l'Union Ulysses S. Grant lors d'offensives conçues pour attaquer simultanément au nord et au sud de la James.
Du 27-29 juillet, le IIe corps de l'armée du Potomac sous les ordres du major général Winfield S. Hancock et la cavalerie sous les ordres du major général Philip Sheridan attaquent à New Market Heights et Fussell's Mill lors de la première bataille de Deep Bottom (du nom de la section du fleuve James utilisée pour la traversée de l'Union). Les attaques ne parviennent pas à percer pour menacer Richmond ou ses chemins de fer, mais elles provoquent le transfert par le général confédéré Robert E. Lee des hommes sur les fortifications de Petersburg en préparation de la bataille du Cratère, le 31 juillet. La deuxième bataille de Deep Bottom est menée par Hancock du 14 au 20 août , attaquant pratiquement dans les mêmes zones, une fois de plus pour attirer les troupes confédérées loin du sud de la James, où la bataille de Globe Tavern (aussi connue comme la deuxième bataille de Weldon Railroad) est une tentative de couper les lignes de chemin de fer alimentant Petersburg. La deuxième bataille est également une victoire confédérée, mais elle force Lee à affaiblir les défenses de Petersburg et à renoncer à ses plans de renforcer ses hommes dans la vallée de la Shenandoah.
À la fin de septembre, Grant prévoit une autre double offensive. Les historiens énumèrent parfois les offensives de Grant au cours de la campagne de Richmond–Petersburg. Richard J. Sommers, John Horn, et Noah Andre Trudeau appellent ces opérations la « cinquième offensive de Grant ». Le premier objectif de Grant est de couper les lignes de chemin de fer de ravitaillement au sud de Petersburg, ce qui serait susceptible de provoquer la chute de Petersburg et de Richmond. Il prévoit d'utiliser une division de cavalerie sous les ordres du brigadier général David McM. Gregg et quatre divisions d'infanterie des V et IXe corps de l'armée du Potomac pour rompre le chemin de fer de South Side, une opération qui aura pour conséquence la bataille de Peebles's Farm du 30 septembre au 2 octobre. Une fois à nouveau espérant distraire Robert E. Lee et attirer les troupes Confédérées au nord du fleuve, Grant ordonne à l'armée de la James sous les ordres du major général Benjamin F. Butler d'attaquer vers Richmond.
Butler conçoit un plan que l'historien John Horn appelle « sa meilleure performance de la guerre ». Plutôt que de répéter les efforts de juillet et août de contourner la gauche confédérée, Butler planifie des attaques surprises sur la droite et le centre confédérés. Son XVIIIe corps sous les ordres du major général Edward O. C. Ord, traversera le fleuve James à Aiken's Landing par un pont flottant nouvellement construit. Au point flottant initial de Deep Bottom , son Xe corps sous les ordres du major général David B. Birney traversera, suivi par sa cavalerie sous les ordres du brigadier général August V. Kautz. Dans une attaque sur deux fronts, à l'aile droite (Xe corps de Birney, augmenté par une division des United States Colored Troops sous les ordres du brigadier général Charles J. Paine du XVIIIe corps) attaquera les lignes confédérées à New Market Road et poursuivra pour capturer les positions d'artillerie derrière elle sur New Market Heights. Cette action permettra de protéger le flanc de l'aile gauche (le reste du XVIIIe corps de Ord), qui attaquera le fort Harrison du sud-est, neutralisant le point fort de l'ensemble de la ligne confédérée. Ensuite, la droite devra aider la gauche en attaquant les fort Gregg et fort Gilmer, tous deux au nord du fort Harrison. La cavalerie de Kautz exploitera la prise par Birney de New Market Road en allant sur Richmond.

## Bataille

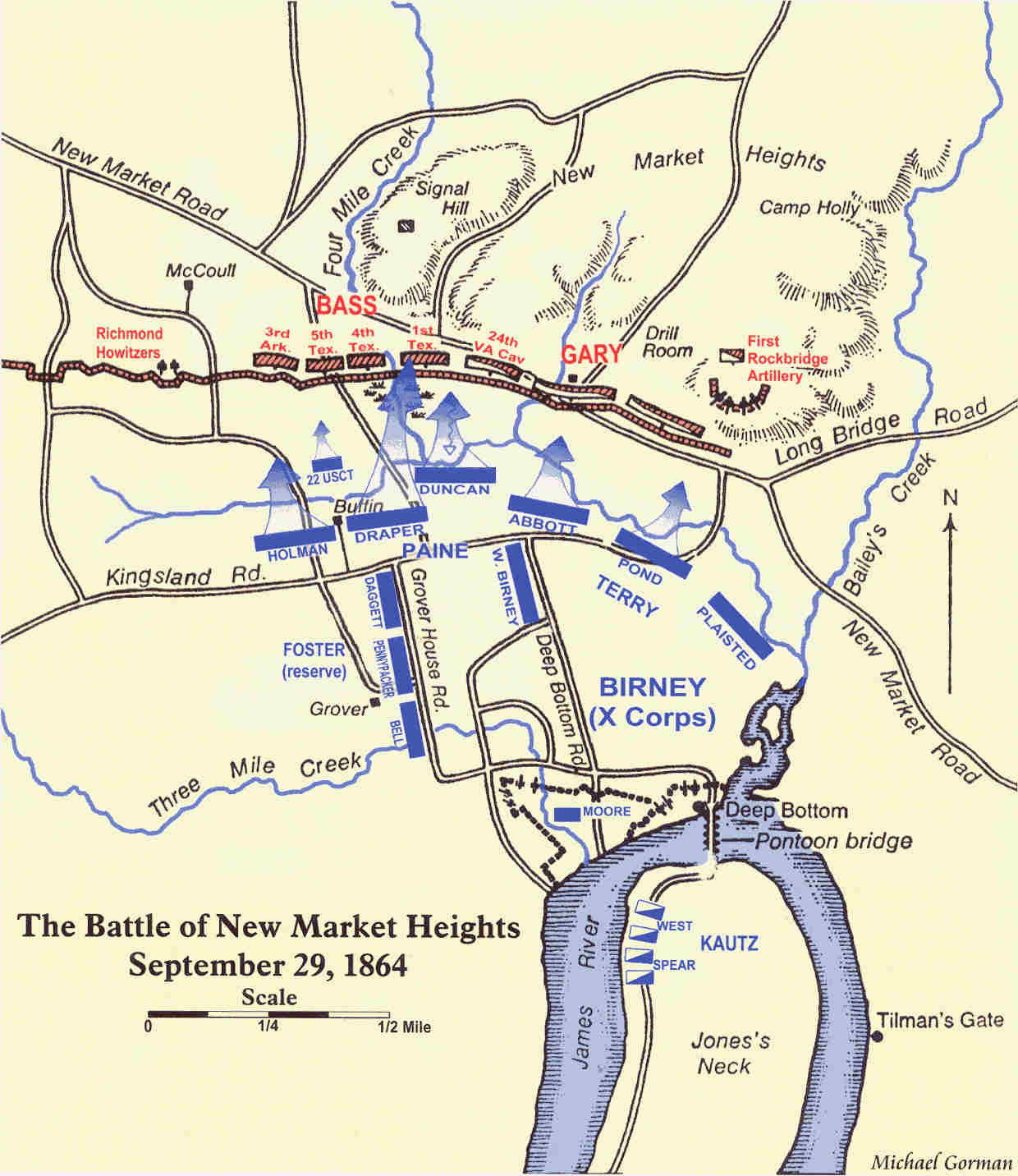
La carte de l'action à New Market Heights.

### New Market Heights
Le major général David B. Birney déplace le Xe corps au nord de la tête de pont de Deep Bottom vers les ouvrages confédérés au sommet de New Market Heights occupé par le brigadier général John Gregg. Une brigade des U.S. Colored Troops attaque les hauteurs, mais est repoussée. Dans cette attaque, les actions de Christian Fleetwood lui vaudront plus tard de recevoir la médaille d'honneur. Birney renforce la force d'assaut et prend d'assaut les hauteurs de nouveau. La division d'Alfred H. Terry réussit à contourner le flanc gauche confédéré, transformant ainsi le cours de la bataille. Les nouvelles de la victoire de l'Union contre le fort Harrison atteignent alors Gregg, l'obligeant à faire revenir les troupes confédérées aux forts Gregg, Gilmer et Johnson. Les défenseurs confédérés à New Market Heignts sont les « gardes grenadiers » de Lee, les 1st, 4th et 5th Texas et le 3rd Arkansas, comptant environ 1800 hommes. Ils infligent 850 victimes aux 13000 soldats de l'Union qui attaquent, tandis qu'il ne perdent  que 50 victimes.
Une fois que les troupes de Birney ont pris New Market Heights, le Xe corps tourne vers le nord-ouest le long de la New Market Road et se déplace contre une ligne secondaire d'ouvrage sécurisant Richmond au nord de fort Harrison. La division du brigadier général Robert Sanford Foster du Xe corps attaque un petit saillant connu comme le fort Gilmer. Le frère de David Birney,  le brigadier général William Birney, mène une brigade des U.S. Colored Troops contre le fort Gregg au sud du fort Gilmer. Ces attaques sont marquées par l'héroïsme des troupes de couleur, mais sont finalement repoussées.

### Fort Harrison

Compagnie I du 36th Colored Regiment, qui a servi à la bataille de Chaffin's Farm.

Au même moment, la première attaque de Birney est lancée, le XVIIIe corps de l'Union du major-général Edward Ord, attaque le fort Harrison, à l'ouest de New Market Heights. L'assaut de Ord est mené par le brigadier général George Stannard, un vétéran de Gettysburg. Les hommes de Stannard se précipitent à travers un champ à découvert et se mettent à l'abri dans une légère dépression, juste en face du fort, et, après un moment de repos, prennent le fort. Les défenseurs confédérés cèdent vers l'arrière, cherchant refuge derrière une ligne secondaire. Le brigadier général Hiram Burnham est tué lors de l'attaque, et les troupes de l'Union renomment le fort capturé en son honneur.
Une fois à l'intérieur du fort, les attaquants de l'Union se désorganisent. Tous les trois commandants de brigade de Stannard sont blessés ou tués. Une colonne de soutien sous les ordres du brigadier général Charles A. Heckman dévie loin vers le nord et est repoussée. Ord tente personnellement de rallier les troupes pour exploiter leur succès, mais il est sévèrement blessé. La perte des commandants et la présence des cuirassés confédérés sur la James mettent fin à la course du XVIIIe corps sur Chaffin's Bluff le long du fleuve James.
Robert E. Lee réalise la gravité de la perte du fort Harrison et apporte personnellement 10000 renforts sous les ordres du major général Charles Field du nord de Petersburg. Le 30 septembre, Lee ordonne une contre-attaque pour reprendre le fort Harrison, désormais commandé par le major général Godfrey Weitzel, remplaçant Ord blessé. Les attaques confédérées ne sont pas coordonnées et sont facilement repoussées.

## Conséquences
Tout comme Grant l'a prévu, les combats autour de Chaffin's Farm obligent Lee a décaler ses ressources et aident l'armée de l'Union au sud de Petersburg à gagner la bataille de Peebles's Farm. Après octobre, les deux armées s'installent dans une guerre de tranchées qui continue jusqu'à la fin de la guerre. Les combats autour de Chaffin's Farm coûtent à la nation américaine près de 5000 victimes.

### Récipiendaires de la médaille d'honneur
Les hommes suivants ont reçu la médaille d'honneur pour les combats dans la bataille :
- William H. Barnes
- Joseph H. Shea[11]
- Powhatan Beaty
- James H. Bronson
- George A. Buchanan
- Nathan Huntley Edgerton
- Christian Fleetwood
- James Daniel Gardner
- James H. Harris
- Thomas R. Hawkins
- Alfred B. Hilton
- Milton M. Holland
- William Stone Hubbell
- Miles James
- Franklin Johndro[12]
- Alexander Kelly
- Nathaniel A. McKown
- Robert A. Pinn
- Edward Ratcliff
- John Schiller
- Ebenezer Skellie
- Charles Veale
- William Laing

Trois récipiendaires de la médaille d'honneur appartenant au 6th U.S. Colored Infantry sont représentés dans un tableau, Three Medals of Honor de l'artiste Don Troiani. La peinture est dévoilée le 24 juin 2013 à l'Union League of Philadelphia. Sont représentés dans la peinture, Nathan H. Edgerton, Thomas R. Hawkins, et Alexander Kelly.